# Torres de La Pedriza
Torres de La Pedriza är klippor i Spanien.   De ligger i provinsen Provincia de Madrid och regionen Madrid, i den centrala delen av landet, 40 km norr om huvudstaden Madrid. Torres de La Pedriza ligger 2 029 meter över havet.
Terrängen runt Torres de La Pedriza är huvudsakligen kuperad, men västerut är den bergig. Torres de La Pedriza ligger uppe på en höjd. Runt Torres de La Pedriza är det ganska glesbefolkat, med 35 invånare per kvadratkilometer. Närmaste större samhälle är Colmenar Viejo, 16,2 km sydost om Torres de La Pedriza. Trakten runt Torres de La Pedriza består i huvudsak av gräsmarker.